# Порто-Черезио
Порто-Черезио (итал. Porto Ceresio) — коммуна в Италии, располагается в провинции Варесе области Ломбардия, на берегу озера Лугано. Противоположный от  Порто-Черезио берег озера находится в швейцарском кантоне Тичино.
Население составляет 3068 человек, плотность населения составляет 614 чел./км². Занимает площадь 5 км². Почтовый индекс — 21050. Телефонный код — 0332.

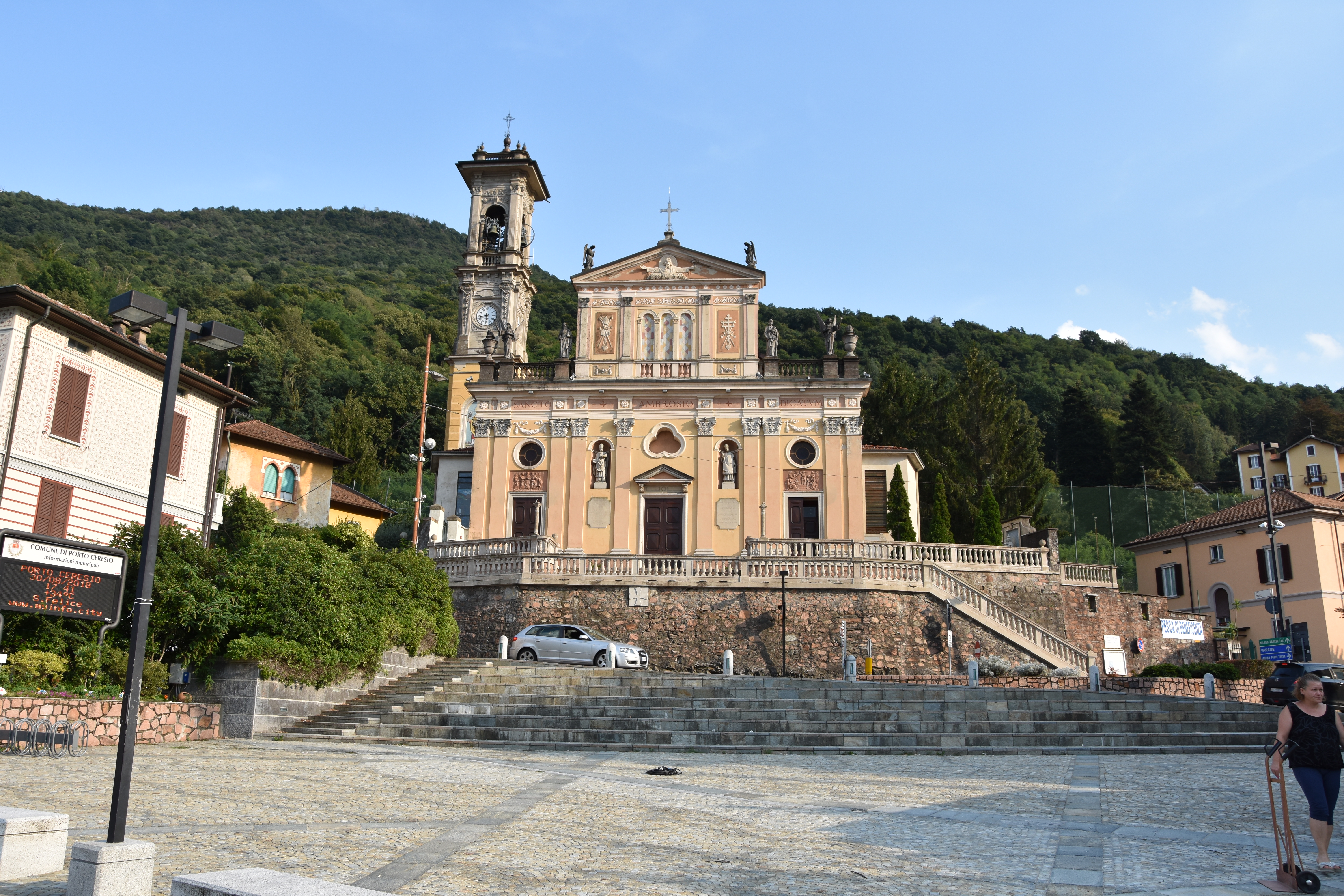
Собор Сант-Амброзио

Покровителем коммуны почитается святитель Амвросий Медиоланский. Праздник ежегодно празднуется 7 декабря.

## Города-побратимы
- Августов, Польша